# Enrique Martínez de Vallejo
Enrique Martínez de Vallejo Manglano (Valencia, 13 de julio de 1930-Madrid, 24 de marzo de 2021) fue un jinete olímpico español, coronel de caballería y marqués de Rubalcava.

## Biografía
Nacido en Valencia, en 1950 ingresó en el Ejército, en el arma de Caballería. Disputó sus primeros concursos nacionales en 1955 con sus primeros caballos Edelweiss, Orejón, Hechicero, Macanudo, Eléctrico o Idéntico.
Participó en tres juegos Olímpicos. En los Juegos Olímpicos de Roma (1960) realizó el concurso completo de Salto de Obstáculos con su yegua Peyoba, que sufrió una lesión y tuvo que retirarse. En los Juegos Olímpicos de Tokio (1964) tomó parte en Salto de Obstáculos con Eolo IV, con el que se situó en la vigésimo quinta posición en individuales y el octavo puesto por equipos junto a Francisco Goyoaga y Alfonso Queipo de Llano. Finalmente, su última participación olímpica tuvo lugar con el Equipo de Concurso Completo en los Juegos Olímpicos de Múnich (1972) con Val de Loire B, donde alcanzó la décima posición individual y la séptima por equipos.
Participó en numerosas competiciones oficiales, donde montó a más de sesenta caballos diferentes. Fue alumno y posteriormente profesor de los Cursos militares de Perfeccionamiento y Especialización de la Escuela Militar de Equitación del Ejército de Tierra en el barrio de Campamento (Madrid). Allí dio clases a numerosos jinetes, entre los que se encuentra Elena de Borbón.
Fue caballero comendador de la Real y Militar Orden de San Hermenegildo; caballero de la Real Hermandad del Santo Cáliz-Cuerpo de la Nobleza Valenciana y presidente de la Maestranza de Caballería de San Fernando, entre los años 2009 y 2016.